# Maurice FitzGerald (3e lord de Offaly)
Pour les articles homonymes, voir Maurice FitzGerald et FitzGerald.
Maurice FitzMaurice FitzGerald (1238 – mort avant fin 1286) est un  magnat Hiberno-Normand né en Irlande; un soldat et un Lord justicier d'Irlande de 1272 à 1273. La famille FitzGerald en viendra à incarner l'idéal de la synthèse culturelle en Irlande Plus irlandais que les Irlandais eux-mêmes, en fusionnant les coutumes Gaéliques et Normandes en une identité irlandaise.Selon  T.W Moody, F.X. Martin, Francis John Byrne, il n'a jamais bénéficié lui même de la seigneurie d'Offaly  car cette dernière a été dévolue au fils; Maurice (mort en 1268) et au petit-fils Gerard (mort en 1287), de son frère aîné Gerald (mort en 1243)

## Origine
Maurice naît en 1238 à Wexford, en Irlande, il est le second fils de  Maurice FitzGerald (2e seigneur d'Offaly) et de Juliana de Grenville. Il a trois frères, l’aîné  Gerald fitz Maurice II (mort en 1243), et les cadets Thomas fitz Maurice (mort en 1271), et David fitz Maurice (mort sans descendance). Maurice est connu sous le surnom de  Maurice Mael (d'un ancien mot irlandais signifiant dévot). Il obtient les domaines de son père dans le Connacht en échange de ses droits sur la baronnie d'Offaly peu avant 20 mai 1257, quand son père Maurice FitzGerald II meurt à l'abbaye de Youghal.

## Carrière
Avant la mort de son père, Maurice était gardien d'Offaly, mais après la mort du 2e seigneur d'Offaly, la comtesse de Lincoln, Margaret de Quincy, lui retire la garde de l'Offaly.
Une terrible faide fait rage à cette époque entre la famille FitzGerald et la famille de Bourg. Maurice FitzMaurice et son neveu  John, le fils de son frère Thomas, capturent Richard de la Rochelle, Justiciar depuis 1254, Theobald Butler [IV], et John de Cogan [I] (qui avait épousé la sœur de Maurice FitzGerald III, Juliana. La capture de ces trois magnats marque le début d'une guerre privée en Irlande, avec d'une part les Géraldins et d'autre part Gautier de Bourg et Geoffroy de Geneville. Toutefois  la seconde guerre des barons en Angleterre les contraint à conclure temporairement la paix alors qu'ils bataillaient contre les derniers partisans de Simon V de Montfort dans les Midlands d'Angleterre en 1266.
En mai 1265, Maurice FitzMaurice fait partie des magnats d' Irlande convoqués par le roi Henry III d'Angleterre et son fils Édouard pour rendre compte des conditions du contrôle de la région, puis de nouveau en juin 1265 à la suite de la guerre privée entre les Geraldins et Gautier de Bourg, seigneur de Connacht qui sera plus tard le 1er comte d'Ulster. Maurice est nommé Justiciar d'Irlande  après la mort de son prédécesseur, James Audley le 11 juin 1272; son père avait occupé la même charge du 2 09 1232 à octobre 1245. Maurice exerce lui-même la fonction de jusqu'à la mi-avril 1273, avant que  Geoffroy de Geneville, seigneur de Vaucouleurs lui succède de 1273 à 1276
Il controle quatre Knight's fee (en) tant à Lea qu'à Geashill pour Roger Mortimer (1er baron Mortimer) qui en avait hérité de son épouse, Maud de Braose. En 1276, il mène une troupe du Connacht contre les Irlandais du comté de Wicklow. Le contingent de Maurice rejoint l'armée principale des implantations anglaises commandée conjointement par son beau-fils, Thomas de Clare, seigneur d'Inchiquin et Youghal qui a été fait seigneur de Thomond peu avant dans la même année, et Sir Geoffrey de Geneville, le successeur de Maurice comme justiciar d'Irlande. Les Hiberno-Normands de Thomas de Clare et Geoffrey de Geneville attaquent les Irlandais à  Glenmalure, mais ils sont défaits et subissent de lourdes pertes.

## Unions et postérité
Peu avant le 28 octobre 1259, Maurice FitzMaurice épouse sa première femme, Maud de Prendergast, fille de Sir Gerald de Prendergast de Beauvoir et de Matilde de Bourg, fille de Richard de Bourg, seigneur de Connaught. Ils ont deux filles,,:
- Juliana FitzGerald (morte le 24 septembre 1300), épouse d'abord, Thomas de Clare, seigneur de Thomond, à qui elle donne quatre enfants; elle épouse ensuite Nicholas Avenel, puis, Adam de Cretynges.
- Amabel FitzMaurice, se marie sans descendance.

Maurice était le 3e époux de Maud. Elle meurt à une date inconnue. En 1273, Maurice épouse sa seconde femme, Emmeline Longespee (1252–1291), file de Stephen Longespée et d'Emmeline de Ridelsford. Il n'a pas d'enfant avec Emmeline. Maurice meurt avant 1286, à Ross, dans le comté de Wexford. Emmeline Longespee bataille ensuite jusqu'à sa mort pour obtenir son douaire contre sa belle-fille, Juliana, et sa belle-fille, Amabilia, et John FitzGerald, qui sera promu 1er comte de Kildare le 14 mai 1316. John était le fils de Thomas et de Rohesia de St. Michael. John conteste ou s'empare physiquement de terres aux baillis d'Emmeline, Juliana et Amabilia.

## Source
- (en) T.W Moody, F.X. Martin, F.J. Byrne, A New History of Ireland IX Maps, Genealogies, Lists. A companion to Irish History part II, Oxford, Oxford University Press, 2011 (ISBN 9780199593064)